# Unity (Dokumentarfilm)
Unity (deutsch „Einheit“) ist ein US-amerikanischer Dokumentarfilm von Shaun Monson, der am 12. August 2015 veröffentlicht wurde. Der Film thematisiert die bereits in Shaun Monsons Dokumentarfilm Earthlings bekanntgemachte Wechselbeziehung zwischen Tieren, Natur und der Menschheit.
Monson geht davon aus, dass alles (Mineralien, Tiere, Pflanzen) denselben Ursprung hat, nämlich die Erde. Dadurch seien diese Dinge zwar nicht alle gleich, jedoch gleich im Wert. Dies ist laut Monson der zentrale Gedanke des Films.

## Zusammenfassung
Unity gliedert sich in vier Teile: Body (Körper), Mind (Geist), Heart (Herz) und Soul (Seele). Teil eins bezieht sich auf Nahrung und wie diese das Energielevel sowie den Geist beeinflusst. Der zweite Teil widmet sich dem Ego, welches stets Gegensätze wahrnimmt (männlich und weiblich, schwarz und weiß, homosexuell und heterosexuell, sein und nicht sein etc.). Teil drei handelt von Emotionen und der Fähigkeit, zu lieben. Dies ermöglicht uns, über diese Gegensätze hinwegzugehen. Teil vier thematisiert eine höhere Ebene des Bewusstseins.

## Produktion
Produziert wurde Unity von Nation Earth, welches gegründet wurde, um Dokumentarfilme über soziale Themen zu produzieren. Unity ist dabei der zweite Film in Spielfilmlänge und die zweite Dokumentarfilmtrilogie.
Unity wurde auch im Audioformat produziert und von Shaun Monson gelesen. Die Audioversion ist eine ungekürzte Version des Drehbuchs und etwa 30 Minuten länger als der Film.